# Aalborg Vestkredsen
Aalborg Vestkredsen er en opstillingskreds i Nordjyllands Storkreds. Før 1970 var kredsen en opstillingskreds i Aalborg Amtskreds. I 1971-2006 var kredsen en opstillingskreds i Nordjyllands Amtskreds.
Kredsen ligger syd for Limfjorden, og den består af den vestlige del af Ny Aalborg Kommune
I 2007 blev Nibe en del af Aalborg Kommune. Ved denne lejlighed blev den tidligere Nibe Kommune overflyttet fra Aarskredsen til Aalborg Vestkredsen. Samtidigt blev kredsens grænse med øst reguleret.

## Før 2007
Den 8. februar 2005 var der 41.325 stemmeberettigede vælgere i kredsen.
Kredsen rummede flg. valgsteder::
1. Aalborg Kommune
  1. Aalborghallen
  2. Ellidshøj Skole
  3. Frejlev Skoles Idrætshal
  4. Gl. Hasseris Skole
  5. Hallen Ved Skalborggård
  6. Nørholm Skole
  7. Poul Paghs Gades Skole
  8. Ridemandsmølle
  9. Skipper Clement Seminariet
  10. Svalegården
  11. Svenstruphallen
  12. Sønderholm Skole
  13. Vesterkærets Skole

## Folketingskandidater pr. 18-04-2018

### Valgkredsens kandidater for de pr. april 2018 opstillingsberettigede partier
| Liste | Parti                       | Kandidat                   | Bemærk                                                               |
| ----- | --------------------------- | -------------------------- | -------------------------------------------------------------------- |
| A     | Socialdemokratiet           | Søren Valgreen Knudsen     |                                                                      |
| B     | Radikale Venstre            | Julius Bjørn Honoré        |                                                                      |
| C     | Det Konservative Folkeparti | Morten Thiessen            | Det er ikke specificeret hvilken Aalborgkreds Thiessen er kandidat i |
| D     | Nye Borgerlige              |                            |                                                                      |
| F     | Socialistisk Folkeparti     | Jacob Klivager Vestergaard |                                                                      |
| I     | Liberal Alliance            |                            |                                                                      |
| O     | Dansk Folkeparti            | Kim Edberg Andersen        |                                                                      |
| V     | Venstre                     | Søren Gade                 |                                                                      |
| Ø     | Enhedslisten                | Susanne Flydtkjær          |                                                                      |
| Å     | Alternativet                |                            |                                                                      |